# 尾上菊五郎 (5代目)
五代目 尾上菊五郎（ごだいめ おのえ きくごろう、1844年7月18日（天保15年6月4日）- 1903年（明治36年）2月18日）は、明治時代に活躍した歌舞伎役者。本名は寺島 清（てらじま きよし）。
尾上菊五郎としての屋号は音羽屋。定紋は重ね扇に抱き柏、替紋は四つ輪。俳名に梅幸。
市村羽左衛門としての屋号は菊屋。定紋は根上り橘、替紋は渦巻。俳名に家橘。
九代目市川團十郎、初代市川左團次とともに、いわゆる「團菊左時代」の黄金時代を築いた。

## 来歴
寺島清は十二代目市村羽左衛門を父に、三代目尾上菊五郎の次女を母に、江戸の芝居町猿若町二丁目に生まれた。嘉永2年（1849年）11月市村座で二代目市村九郎右衛門を襲名して初舞台。嘉永4年（1851年）4月には数え7歳で大名跡・十三代目市村羽左衛門を襲名し、市村座の座元となった。
御曹司の羽左衛門がその大器の片鱗を見せたのは、安政4年（1857年）1月市村座で初演された二代目河竹新七（黙阿弥）作『鼠小紋東君新形』(鼠小僧）で蜆売り三吉を勤めた際のことだった。三吉は端役ながら、その出来は主役の四代目市川小團次を唸らせるほどのものだった。羽左衛門が開幕前に毎朝深川まで出かけて蜆売りの一挙一動をくまなく観察していたことを後で知った小團次は、以後羽左衛門に一目置くようになる。そして羽左衛門も小團次の写実的な演出に傾倒していった。
母方の祖父・三代目尾上菊五郎には二男二女がいたが、二男はすでに亡く、長女の婿養子となっていた四代目尾上菊五郎が万延元年（1860年）に子なくして死去すると、次女の長男である羽左衛門がゆくゆくは菊五郎を襲名することが誰の目にも明らかになっていった。「市村羽左衛門」は寛永年間から続く最も歴史のある名跡の一つであり、市村座の座元を兼ねる由緒ある大名跡である。通常ならばそれが留め名となるような名跡だが、その一方で「尾上菊五郎」もまた三代目菊五郎が一代で江戸歌舞伎を代表する大名跡にまでのしあげた大看板だった。市村座座元としての仕事などそっちのけで日々役作りに没頭するこの外孫に、音羽屋一門は三代目の芸の継承者としてふさわしいものを見出していたのである。さらに羽左衛門には3歳年下の弟がいたことも手伝った。市村座の方はこの弟に譲ればよかったのである。

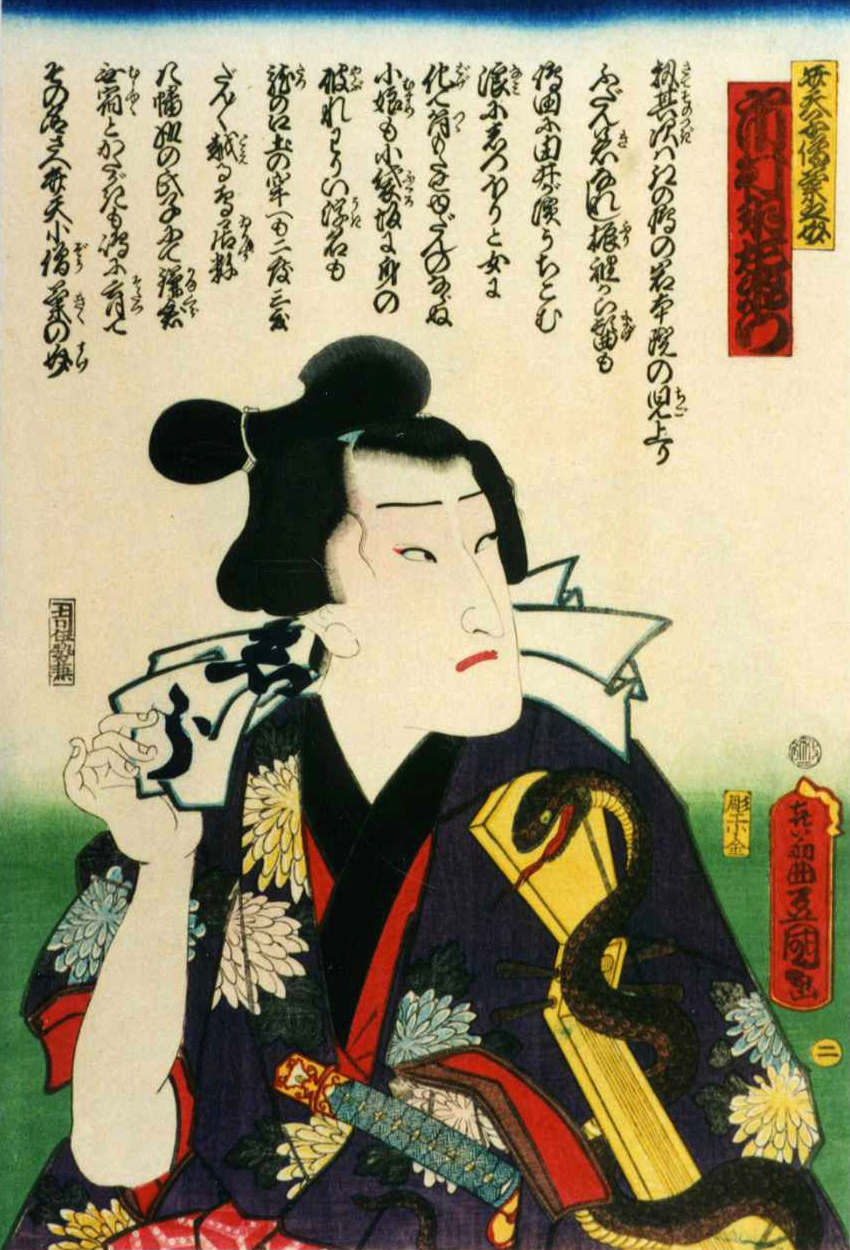
『青砥稿花紅彩画』の
弁天小僧菊之助、三代目歌川豊国 画、文久二年

そんな羽左衛門にとって、文久2年（1862年）は運命の年となる。この年の初めのある日のこと、河竹新七は両国橋で女物の着物を着た美青年を見かける。そこでふと思いつき、そのことを三代目歌川豊国に話すと、豊国はその光景を錦絵にし、さらに新七がそれをもとに書き上げた芝居が、この年3月に市村座で初演された『青砥稿花紅彩画』（白浪五人男）だった。新七が選んだ主役の名は「弁天小僧菊之助」。配役はもちろん、数え17歳になっていた羽左衛門である。弁天小僧は新七が羽左衛門の容姿や所作を意識して書いただけに、それは羽左衛門そのものだった。そしてその名にあえて「菊之助」を冠したことは、彼がいずれ「菊五郎」を襲名することを予告して余り有るものだった。果たして『白浪五人男』は大当たりとなり、弁天小僧菊之助は彼生涯の当たり役となった。
このときも羽左衛門は、弁天小僧が額に傷を負う場面で一工夫して、日本駄右衛門を勤める三代目關三十郎をいたく感心させている。傷を負う際、口紅をすばやく懐紙でふき取り、その懐紙で額を押さえ、自らが男だと名乗る時にその懐紙の紅を観客に見せる、そうすれば、懐紙には血がつき、唇からは口紅がとれて、一石二鳥というものだった。
弁天小僧で大評判をとった翌年、文久3年（1863年）に、羽左衛門はまず弟を十四代目市村羽左衛門として市村座座元を譲り、自らは四代目市村家橘を襲名する。そして5年後の慶應4年（1868年）8月、家橘は市村座で五代目尾上菊五郎を襲名した。まだ20代前半とはいえ、満を持した菊五郎襲名だった。
以後菊五郎は時代物、世話物、所作事などで明治の劇壇の頂点を極めてゆく。1887年（明治20年）4月には友人であったハインリッヒ・シーボルトの協力の元に井上馨邸で、團十郎、左團次とともに天覧劇を披露、歌舞伎役者の地位向上に努めた。
最後の舞台は1902年（明治35年）11月、歌舞伎座の『忠臣仮名書講釈』の喜内と、生涯の当り役だった『青砥稿花紅彩画』の弁天小僧だった。すでに身体の自由が利かず、喜内は寝たきりのまま、弁天小僧では、「浜松屋」では花道の出を省き、また、幕切れでは本舞台から花道まで歩くのが体力的に困難なため、舞台を半廻しにして浜松屋の横手を見せ、土蔵の脇から南郷共々出ることにするなど、不本意な工夫を強いられている。「稲瀬川勢揃い」では舞台に鉄の棒を立て、そこに体を支えての渡り科白という壮絶なものだった。ただ、そうした満身創痍でも最後まで持ち前の諧謔精神は忘れず、「浜松屋」の化け現しの「知らざあ言って…」の決め台詞で「似ぬ声色で小強請騙り」の後、当時話題になった日本初の著作権侵犯裁判である「弁天小僧事件」で作者・河竹黙阿弥の遺族が勝訴したことを当て込んだ「それを此間（こないだ）横間（よこあい）から、ばかし物だという奴が、在ったそうだが、今度図らず御余光で、極めの付いた弁天小僧」 という、自ら考えた入れ事（アドリブ）」を入れるなど、意気軒昂なところも見せた。辞世の句は「散る梅に 見上ぐる空の 月清し」。翌年2月に菊五郎が死去すると、そのあとを追うかのように團十郎と左團次も次々に死去、「團菊左」が逝ってここに明治歌舞伎の黄金時代が幕をおろした。
実子に六代目尾上菊五郎と六代目坂東彦三郎、一女（うめ、菊五郎死後の1913年に四代目河原崎国太郎に嫁いだが1919年に死別）、養子に六代目尾上梅幸と二代目尾上菊之助がいる。なお、菊五郎と正妻・寺島さと（1937年1月28日没）との間には子供がなく、前記の二男一女はすべて、元柳橋の芸者で権妻の秋田ぎん（1926年8月31日没）との間の子である。　　

## 芸風

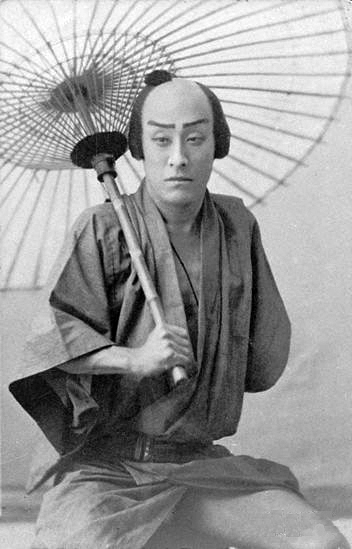
『梅雨小袖昔八丈』の
髪結新三

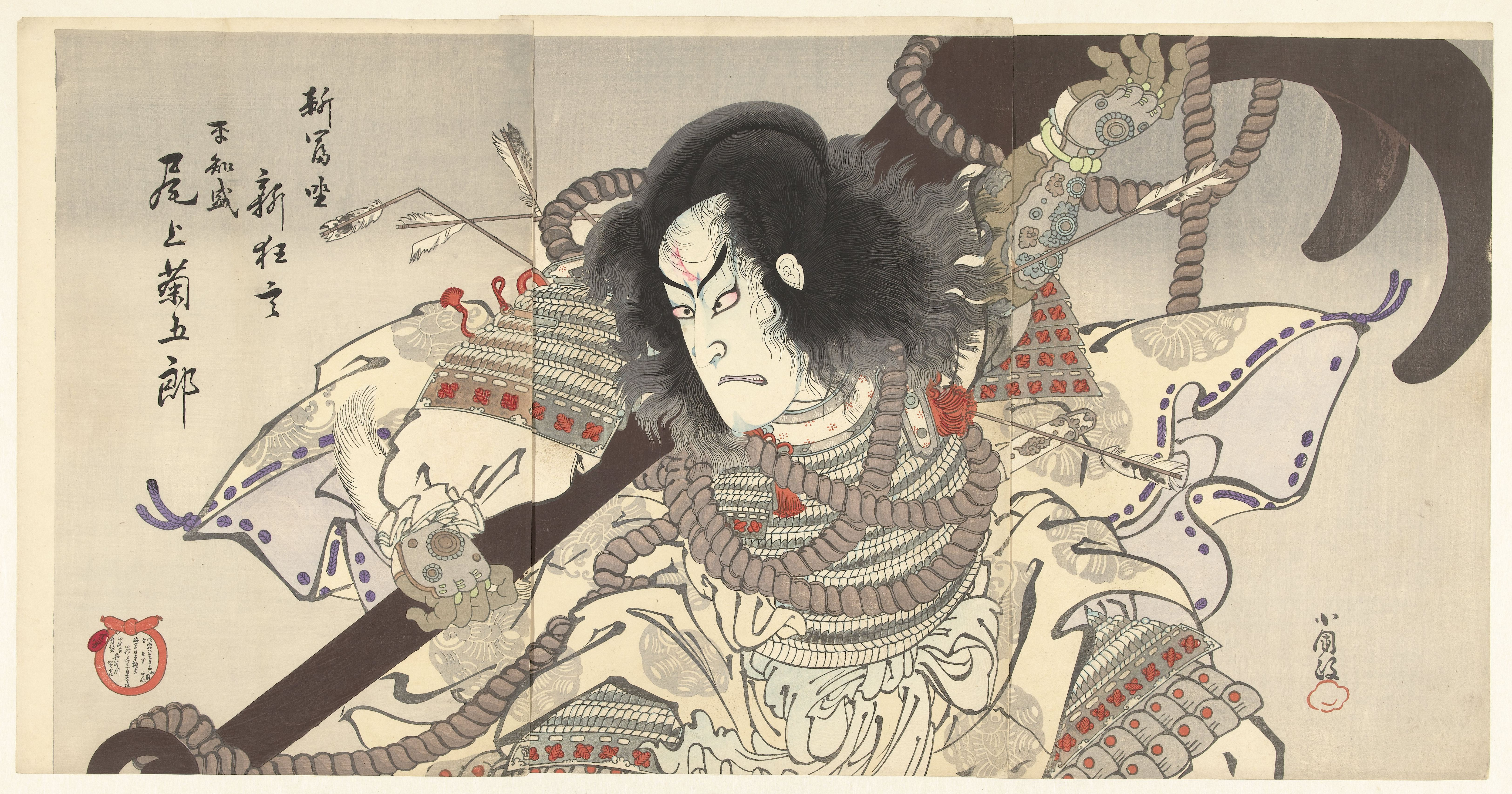
「義経千本桜･大浦浦」の平知盛（1895年）歌川小国貞　作

五代目菊五郎の芸風は、一口でいえば創意工夫に満ちた三代目菊五郎の芸と、どこまでも写実的な動きをもとめる家に伝わる形に尊敬する四代目市川小團次のやり方を折衷した芸風であった。成田屋の「歌舞伎十八番」に対抗し、音羽屋のお家芸として「新古演劇十種」を撰んだ。
黙阿弥の世話物を得意とした。当り役は弁天小僧のほか、『勧進帳』の富樫、『源平布引滝』「実盛物語」の斎藤実盛、『仮名手本忠臣蔵』の早野勘平、『義経千本桜』のいがみの権太・佐藤忠信、『東海道四谷怪談』のお岩・伊藤喜兵衛・佐藤与茂七、『伊勢音頭恋寝刃』の福岡貢、『神明恵和合取組』（め組の喧嘩）のめ組辰五郎、『盲長屋梅加賀鳶』（加賀鳶）の梅吉・竹垣道玄、『花街模様薊色縫』（十六夜清心）の鬼薊清吉、『怪異談牡丹灯籠』の関口屋伴蔵、『水天宮利生深川』（筆幸）の筆屋幸兵衛、『四千両小判梅葉』（四千両）の燗酒売富蔵、『曾我綉侠御所染』（御所の五郎蔵）の御所の五郎蔵など、後世の手本となったものは数多い。

## 人物

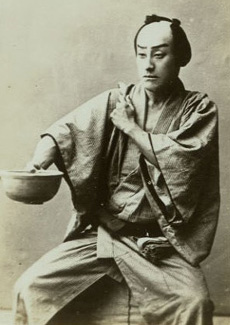
「新皿屋舗月雨暈」の魚屋宗五郎（1896年歌舞伎座）

五代目菊五郎は研究心が旺盛だった。『加賀鳶』の道玄の衣装も自身で古着屋をさがしたり、『人情噺文七元結』（文七元結）では登場人物になりきるため左官の癖と道具の使い方を研修したり、明治24年 (1891) 1月歌舞伎座の『風船乗評判高閣』では風船乗スペンサーを演じるために慶應義塾を訪ねて英語を習ったりと、そうした逸話には事欠かない。
型にもこだわるたちで、舞台に出るとき頬かぶりの具合が気に入らないと納得するまで被り直しをいつまでも繰り返し、おかげでなかなか次の幕が上がらなかった。そのため見物客は芝居茶屋に戻って食事をしたり着替えたりすることもしょっちゅうだったという。夫婦喧嘩の最中に女房にその形じゃ芝居にならないと真剣に注意したという、伝説的な逸話もある。
短気だが人をそらさぬ愛想のよい人柄で皆から愛され、謹厳実直で強持ての九代目團十郎とは対照的だった。ある日、若いころの榎本虎彦のしくじりに腹を立てた菊五郎は「おめえなんぞ、辞めちめえ！云々」と怒鳴りつけた。あまりの暴言に憤った虎彦が「音羽屋をぶっ殺してやる。」と口走ったことを聞いたとたん、態度が急変、「何！ほんとうかい！？そいつあいけねえ。おい、二両渡すから、なんとか宥めてくんな。」と弟子に一円札二枚渡し、「いかにも音羽屋らしい」と笑い話になった。
しかしそれでいて押さえるところはしっかりと押さえていた。『義経千本桜』「吉野山」の義経で自身の代役に出た弟の九代目家橘が好評だと聞くとほめると「本当ですかえ。本当ですかえ。わたくしは上手でも下手でも、まあまあこれで押して行かれますが、弟はこれからみなさんのお引き立てを願わなければならないから、評判がよいには何よりです。全く兄貴より旨うござんすかえ、そりゃありがたい」と何度も念を押すので「さすが音羽屋は如才ない」と言われている。
晩年にはそうした如才のなさが舞台に入れるくすぐりとなって客を沸かせていたが、時にはそれがしつこすぎて一部の観客や批評家から苦情が出ることもあった。1897年（明治30年）7月歌舞伎座『網模様灯籠菊桐』（小猿七之助）では、七之助が死霊の祟りに悩まされている父をたずねるくだりで、この年早世した養子の二代目尾上菊之助の悔やみ言を涙をこぼしながら延々と廻し続け、貰い泣きをした観客からも仕舞いには「あまりにも長たらしい」と呟かれるほどだった。翌年6月歌舞伎座『天竺徳兵衛韓噺』3日目は新聞劇評記者たちの招待日だったが、徳兵衛が異国の土産話をするくだりで、天竺には銀座通りという繁華街があると入れて客を沸かせると、次にそこには煉瓦づくりの店が並んでいるとやって大喝采を受けた。そこまでは良かったが、その次にそこには新聞社というものが沢山あると入れ、さらに西桟敷の記者たちをじろじろ見ながらそうした新聞社の人たちには女がむやみに惚れるとやったものだから、観客は一斉に記者たちの方を見てゲラゲラと笑い出す始末。記者たちは「去年にも懲りないで」とただ呆れるばかりだったという（岡本綺堂『明治劇談 ランプの下にて』）。